# Transgourmet
 (août 2018).
Si vous disposez d'ouvrages ou d'articles de référence ou si vous connaissez des sites web de qualité traitant du thème abordé ici, merci de compléter l'article en donnant les références utiles à sa vérifiabilité et en les liant à la section « Notes et références ».
Transgourmet Holding AG est une entreprise suisse de distribution de produits frais, produits d’épicerie, produits surgelés et produits d’hygiène destinés aux professionnels de la restauration et de la boulangerie-pâtisserie. Il s'agit d'une filiale du groupe Coop.

## Historique
Dans les années 1880, une petite entreprise située dans le sud de la France[évasif] livre des épices aux églises de la région. Cette entreprise est intégrée au groupe Carrefour en 1992. En 1993, le groupe Carrefour se sépare de ses distributeurs. Les distributeurs de Corse, du Bordelais, d’Alsace, de la région Nord et de Paris fondent une centrale d’achat : Aldis[réf. souhaitée].
En 2005, le groupe Aldis Plus Service, distributeur en produits alimentaires pour le secteur de la restauration traditionnelle et collective, devient Transgourmet Holding. La même année, Transgourmet Holding rachète Prodirest, jusque-là affilié au groupe Carrefour.
En juillet 2008, le groupe Transgourmet France est issu de la fusion des enseignes Aldis, Prodirest et Comptoir des Artisans[réf. souhaitée]. 
En 2010, le groupe Coop, spécialisé dans la grande distribution en Suisse, rachète l’intégralité des parts de Transgourmet France et devient alors l’unique actionnaire du groupe. Transgourmet France devient une filiale du groupe Coop et elle fait partie de Transgourmet Holding.

## Informations économiques

### Structure
Transgourmet Holding opère dans le cash & carry et les services à la restauration. Il est détenu à 100 % par le groupe suisse Coop, un groupe de commerce de détails (en Suisse exclusivement) et de gros (en Europe).
- Transgourmet Holding
  - Transgourmet Central and Eastern Europe : Transgourmet Deutschland (de), Selgros (en) Allemagne, Transgourmet Pologne, Selgros Roumanie, Selgros Russie
  - Transgourmet France : Transgourmet Opérations, Transgourmet Fruits & Légumes, Transgourmet Seafood, Transgourmet Export, Eurocash
  - Transgourmet Suisse : Prodega/Growa CC (de)/Transgourmet
  - Transgourmet Österreich (de) : création en 2016 après le rachat de C+C Pfeiffer, Trinkwerk, premium Javarei

### Transgourmet France
Transgourmet France est composé de 5 enseignes : Transgourmet Opérations, Transgourmet Fruits & Légumes, Transgourmet Seafood, Transgourmet Export et Eurocash : Cash & Carry et livraison situé en Alsace.